# Hiroyuki Miura (joueur de shogi)
Pour l’article homonyme, voir Hiroyuki Miura (hockey sur glace).
Hiroyuki Miura (三浦 弘行) (né le 13 février 1974 à Takasaki) est un joueur professionnel japonais de shogi. Il a notamment remporté le Kisei et est avec Ichiyo Shimizu et Kunio Yonenaga l'un des premiers joueurs professionnels à avoir été battus par un logiciel de shogi.

## Biographie

### Jeunesse
Miura intègre le centre de formation de la fédération japonaise de shogi en 1987 sous la tutelle de Kazuyoshi Nishimura. Il passe professionnel en 1992,.

### Carrière au shogi
Miura dispute sa première finale de titre majeur en 1995 face à Yoshiharu Habu pour le Kisei ; il perd par 3 victoires à 0,,. Les deux joueurs se retrouvent l'année suivante, toujours en finale du Kisei et l'emporte cette fois-ci par 3 victoires à 2. C'est la première défaite de Habu après qu'il a obtenu les sept titres majeurs simultanément l'année précédente.
Miura n'a pas remporté d'autres titres majeurs, bien qu'il ait disputé plusieurs autres finales, notamment celle du Meijin 2010 (perdue par 0 victoire à 4 face à Habu) et du Kio 2013 (perdue par 0 victoire à 3 face à Akira Watanabe). En 2016, il remporte les éliminatoires du Ryūō mais est accusé de tricher et est suspendu, ce qui lui interdit de disputer la finale contre Akira Watanabe,. Une commission indépendante établit l'innocence de Miura et à la suite de cela le président de la Fédération Koji Tanigawa démissionne.
En avril 2013, Miura est l'un des premiers professionnels à perdre une partie officielle contre le logiciel GPS Shogi.
Miura devient en 2018 le 54e joueur professionnel à remporter 600 parties officielles.

## Palmarès

### Titres majeurs
| Titre | Année | Nombre de victoires |
| ----- | ----- | ------------------- |
| Kisei | 1996  | 1                   |

### Titres mineurs
| Titre              | Année | Nombre de victoires |
| ------------------ | ----- | ------------------- |
| Coupe NHK          | 2002  | 1                   |
| Nihon shogi series | 2015  | 1                   |
| Shinjin-O          | 1998  | 1                   |

### Classement annuel des gains en tournoi
Miura a figuré dans le Top 10 du classement annuel des joueurs de shogi remportant le plus de gains (ja) à huit reprises depuis 1993.
| Année | Montant gagné | Rang |
| ----- | ------------- | ---- |
| 1996  | 33 980 000 ¥  | 10e  |
| 2003  | 21 050 000 ¥  | 7e   |
| 2004  | 17 720 000 ¥  | 10e  |
| 2005  | 26 370 000 ¥  | 6e   |
| 2010  | 28 500 000 ¥  | 7e   |
| 2013  | 16 330 000 ¥  | 10e  |
| 2014  | 20 890 000 ¥  | 7e   |
| 2016  | 19 970 000 ¥  | 9e   |

### Parties commentées
- (en) [vidéo] « Miura - Watanabe (6 février 2006, Coupe NHK) », sur YouTube
- (en) [vidéo] « Habu - Miura (mai 2010, quatrième partie de la finale du Kisei) », sur YouTube